# 金鳳寺及壁畫
金鳳寺及壁畫位於四川省瀘州市納溪區，文物遺址年代判定為明。2012年7月16日公佈為第八批四川省文物保護單位。

## 簡介[2]
金鳳寺及壁畫位於四川省瀘州市納溪區棉花坡鎮金鳳村4社金鳳山。其中，金鳳寺第一殿始建於明嘉靖二十五年（1546），南北朝向，占地283平方公尺，具有典型的明代建築特徵。左偏殿現存建築由正殿及左右廂房構成，為中軸線對稱四合院式建築，保存有明、清時期的壁畫82幅。金鳳寺及壁畫對研究當時的建築藝術、繪畫風格、審美意趣都有著重要的價值。